# Tabek
Tabek is een bestuurslaag in het regentschap Tanah Datar van de provincie West-Sumatra, Indonesië. Tabek telt 3335 inwoners (volkstelling 2010).